# Ibón Fernández de Iradi
Ibón (Juan) Fernández de Iradi, alias “Susper” (San Sebastián, 1972), es un terrorista español, miembro de la organización Euskadi Ta Askatasuna (ETA).

## Biografía
Ha sido considerado por la policía francesa en dos ocasiones, el jefe del aparato militar de ETA. Detenido en 2002 y 2003 en Francia, fue condenado a 15 y 30 años de prisión respectivamente por herir gravemente a un gendarme francés, asociación de malhechores con fines terroristas, tenencia de armas y explosivos, portar documentos falsificados y receptación de vehículos procedentes de robos. Su detención en 2002 permitió la captura posterior de más de un centenar de miembros de la banda. 
En junio de 2010 fue extraditado a España de forma temporal, junto con Balbino Sáenz Olarra, para ser interrogado y, en su caso, encausado y juzgado, por el Juzgado Central de Instrucción número 3 y la Audiencia Nacional por asesinato terrorista. Tiene procedimientos abiertos por su participación activa en 18 atentados en España (uno de ellos contra el ertzaina Iñaki Totorika) en Hernani en 2001.